# Abundantius
Flavius Abundantius war ein römischer Heermeister (magister militum) und Konsul der Spätantike.
Abundantius stammte aus Skythien. Er diente zunächst unter Gratian und stieg anschließend unter Kaiser Theodosius I. zu hohen Würden auf. Unter Theodosius diente er als comes et magister utriusque militiae, d. h. als „Begleiter“ des Kaisers und Heermeister beider Truppenteile, Kavallerie und Infanterie. Er fungierte also als einer der höchsten Militärs des östlichen Reichsteils. Genauer scheint er bei dessen Tod 390 Nachfolger des Butherich als magister militum per Illyricum gewesen zu sein, er war also Befehlshaber der Streitkräfte in der Grenzregion Illyrien. 393 wurde ihm die besondere Ehre zuteil, gemeinsam mit Kaiser Theodosius Konsul des Ostens sein zu dürfen. Am Feldzug gegen den Usurpator Eugenius 394 nahm er offenbar nicht teil. Manche Historiker vermuten, er hätte er sich zu diesem Zeitpunkt bereits aus dem aktiven Militärdienst zurückgezogen. Laut Alexander Demandt war er aber weiterhin in seinem Amt tätig.
Im Januar 395 starb Theodosius I. Formal übernahmen nun seine noch jugendlichen Söhne Arcadius (17 Jahre) im Osten und Honorius im Westen die Herrschaft. Während am westlichen Hof der Heermeister Stilicho die Vormundschaft des Honorius übernahm, kam es am östlichen Hof zunächst zu Machtkämpfen. Im Jahr 396 fiel Abundantius einer Intrige des mächtigen Hofkämmerers Eutropios zum Opfer, den er zuvor noch gefördert hatte. Eutropios veranlasste den ihm hörigen Kaiser Arcadius dazu, Abundantius nach Pityus zu verbannen und dessen Vermögen ihm selbst zu schenken. Für die Zeit danach begegnet Abundantius kaum mehr in den Quellen. Aus einer Bemerkung in einer Homilie des Bischofs Asterius von Amaseia lässt sich schließen, dass Abundantius um 400 noch lebte.
Möglicherweise war Abundantius mit Thermantia verheiratet, einer der Nichten Theodosius’ I. In diesem Fall hätte er eine enge Anbindung an die Theodosianische Dynastie gehabt, was ihn für Eutropios zusätzlich gefährlich gemacht hätte.